# Jakob Weiseborn
Jakob Weiseborn (22 mars 1892 à Francfort – 20 janvier 1939 à Flossenbürg) est un SS-Sturmbannführer allemand et le premier commandant du camp de concentration de Flossenbürg.

## Biographie
Jakob Weiseborn sert dans la marine pendant 18 ans. Il rejoint le NSDAP (n°753 119) et la SS (n°17 063). Après la Machtergreifung, il est d'abord employé dans l'unité de garde du camp de concentration de Dachau en janvier 1935 et, après un transfert disciplinaire, au camp de concentration d'Esterwegen à partir de la fin de 1935. En avril 1936, Weiseborn reprend le poste de Schutzhaftlagerführer de Karl d'Angelo à Dachau. De fin 1936 à juillet 1937, il sert comme Schutzhaftlagerführer dans le camp de concentration de Sachsenhausen puis comme second Schutzhaftlagerführer dans le camp de concentration de Buchenwald. Un survivant de Buchenwald se souvient qu'il « frappait souvent des détenus au visage ou leur donnait des coups de pied dans le ventre avec sa botte ». Dans la caserne des prisonniers de Buchenwald, la phrase suivante était écrite: « Dans sa colère, Dieu créa l'Hauptsturmführer Weiseborn ».
Weiseborn, alcoolique chronique, devient le premier commandant du camp de concentration de Flossenbürg à partir de mai 1938 et le reste jusqu'en janvier 1939. Le 20 janvier 1939, Weiseborn se suicide en buvant du poison dans sa chambre, peut-être en raison d'une enquête le visant pour détournement de fonds à Buchenwald.